# Port Arthur, Ontario
Port Arthur var en stad i Ontario i Kanada, vid viken Thunder Bay i Övre sjön. Port Arthur är sedan 1 januari 1970 en del av staden Thunder Bay. Port Arthur var tidigare en viktig exporthamn för spannmål.

### Fotnoter
1. ↑  ”Amalgamation of Fort William and Port Arthur” (på engelska). Thunder Bays stad. Arkiverad från originalet den 11 september 2015. https://web.archive.org/web/20150911183301/http://www.thunderbay.ca/City_Government/City_Records_and_Archives/Web_Exhibits/Amalgamation_of_Fort_William_and_Port_Arthur.htm. Läst 9 november 2015.